# IPhone 5c
iPhone 5c（アイフォーン ファイブシー）は、Appleが開発したタッチスクリーンベースのスマートフォンである。iPhone 5の後続機であり、iPhoneの第7世代目の機種である。

## 概要
2013年9月10日、アメリカ・カリフォルニア州クパチーノのApple本社にて本機種の上位機種となるiPhone 5sとともに発表され、同20日にアメリカ、カナダ、イギリス、ドイツ、フランス、日本、中国、香港、シンガポール、オーストラリア、プエルトリコで販売が開始された。
2007年の初代iPhoneの発売以来、iPhoneシリーズでは1年に1種類のペースで発表されてきたが、2013年ではiPhone 5sとiPhone 5cの2種類の端末が提供されることとなった。
同年11月22日、日本市場でもApple StoreでSIMフリーモデルの販売が開始された。
2014年3月には、ヨーロッパ、オーストラリア、中国向けに8GBモデルの販売が開始された。
2014年9月12日のiPhone 6、iPhone 6 Plus発表後、Appleのウェブサイトにあった商品案内ページは無くなり、オンラインストアの取り扱い品目からも外れた。

## 特徴
iPhone 5の後継機種で、5sとは異なり多くの機能が5から据え置かれたものの、一部ではこれまでのiPhoneにはない新しい試みが施された。

### 外観
これまでのiPhoneは筐体色に白と黒を基調とした無彩色が採用されてきたが、5cではその枠組みから外れ、廉価クラスのiPodシリーズ同様のマルチカラー戦略がとられ、パステルカラー調のブルー、グリーン、ピンク、イエロー、ホワイトの5色で展開されている。ただし、筐体の材質はガラスや金属の組み合わせではなく、特に背面パネルにはiPhone 3GS以来となるパーティング・ライン（継ぎ目）の無い一体成型のポリカーボネートが用いられている。ポリカーボネートの内側にアンテナ機能を兼ねる薄い鉄板の補強フレームが接着されており、本体の質量が132gとなって5や5sの112gから20g増加している。
初代iMac以降、一時期はすべての製品の筐体外面にポリカーボネートを使用していたものの、後半のジョブズ体制下では環境に優しいガラスと金属に全面移行していたため、そこから脱却した異色の存在である。
5sにある指紋認証センサーは5cでは搭載されておらず、従来のホームボタンが引き続き使われている。また、背面カメラはレンズのF値がf/2.4（5sはf/2.2）で、2種類のLEDフラッシュや写真撮影の自動手振れ補正も搭載されていない。
画面サイズや解像度は、4インチの液晶ディスプレイに640x1,136ピクセルと、5や5sと変わりはない。

### ソフトウェア
iOS 7を搭載しており、iOS 10までサポートが継続された。2017年に開催されたWWDC2017で発表されたiOS 11ではサポート対象外となった。
理由はApple A6のSoCが32-Bitまでしか対応しておらず、64-BitのiOS 11に対応しないからである。

### ハードウェア
SoCは5と同じApple A6を搭載しており、処理能力は同端末と大きく変わっていない。
ただし、バッテリーの容量に関しては1510mAhとiPhone 5の1440mAhより増加し、待受時間が225時間から250時間へと向上した。

### 通信システムとモデル
5sと同様に、各地域のLTEの通信可能な周波数にあわせて5モデルが用意されている。このうちモデルA1529は、従来の周波数分割複信（FDD）方式に加えて、時分割複信（TDD）方式のTD-LTEにも対応している。
日本国内ではいずれのキャリアもA1456のモデルで発売され、iPhone 5のバンド1と3（2100MHz帯と1800MHz帯）に加え、新たにKDDIおよび沖縄セルラー電話（各au）の各800MHz帯（N800MHz・バンド18）、ソフトバンクモバイル（現・ソフトバンク）の900MHz帯（バンド8）、NTTドコモの800MHz帯（バンド19）での利用が可能となった。

## 批判と反論
iPhone 5cの価格設定について、アメリカでは5sと同容量のモデルで100ドル程度の差で、中国ではAndroidを搭載した安価なXiaomi（シャオミ）製スマートフォンが2000元に対して5cは4488元、5sでは5288元の価格設定となっており、5cの価格は高価であると批判されている。これに対して最高経営責任者のティム・クックは「低価格の電話を売ることを目標にしたことはない。私たちの第一の目的は、素晴らしい電話を販売し、素晴らしい体験を提供すること」と反論した。